# Jüdischer Friedhof (Mainz-Hechtsheim)

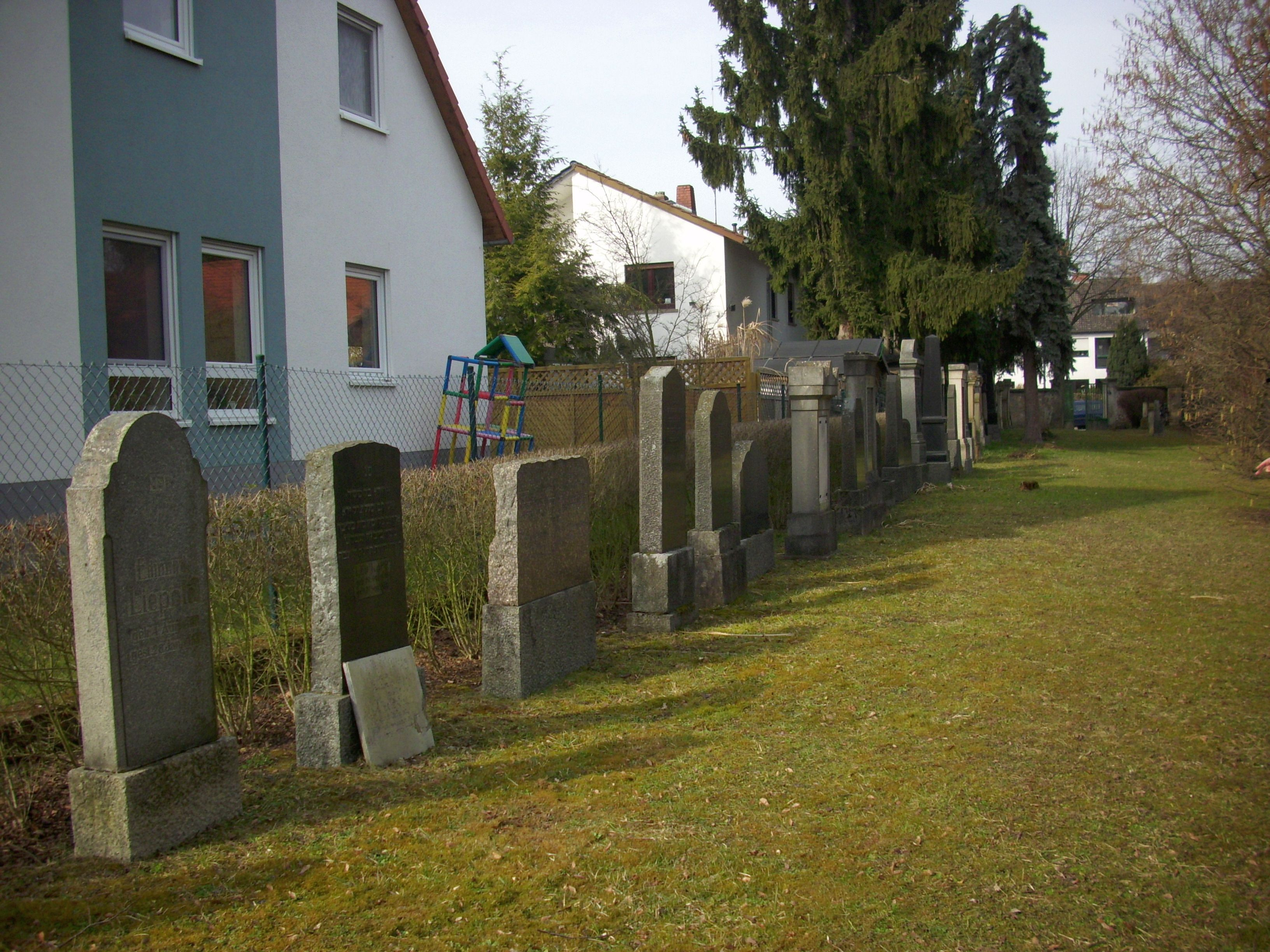
Der jüdische Friedhof in Mainz-Hechtsheim

Der Jüdische Friedhof Mainz-Hechtsheim  im Ortsbezirk Mainz-Hechtsheim der rheinland-pfälzischen Landeshauptstadt Mainz ist ein geschütztes Kulturdenkmal.
Der 738 m² große jüdische Friedhof an der Heuerstraße
wurde im Jahr 1882 angelegt. Die letzte Bestattung erfolgte wohl im Jahr 1938. Auf dem Friedhof sind 47 Grabsteine ab 1884 erhalten.